# Keo 502
Keo 502 (hay còn gọi là keo dán sắt, keo con voi) là một loại hỗn hợp kết dính mạnh, được sử dụng phổ biến. Keo 502 có thành phần hóa học nguy hiểm methylene chloride.
502 là dung dịch keo có thành phần bao gồm: Methylene Chloride, Ethyl Acetate và Toluene. Keo 502 khô nhanh khi tiếp xúc với môi trường bên ngoài, nhờ đó kết nối tức thì và giúp cho các mối dán vừa đảm bảo được sự chắc chắn, vừa có tính thẩm mỹ cao.

## Thành phần hóa học
Methylene chloride là loại dung môi hữu cơ có công thức hóa học là CH2Cl2. Nếu ngửi trong thời gian dài có thể dẫn đến tình trạng giảm thị lực, thính lực, gây rối loạn vận động.

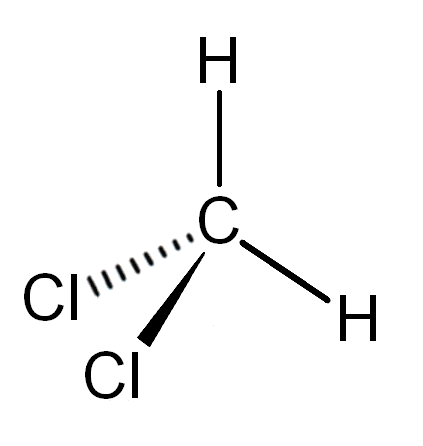
Methylene Choloride

## Tai nạn liên quan
Dung dịch keo 502 lỏng khi dính trên da của sẽ nhanh chóng tạo lớp mỏng màu trắng, gắn chặt vào bề mặt da. Khi bóc tách có thể gây tổn hại tới các bộ phận liên quan. Nếu tiếp xúc với mắt, keo 502 có thể gây xuất huyết nặng.
Khi có tiếp xúc với nhiệt độ cao, keo 502 có thể gây nổ.

## Tội phạm
Keo 502 cũng được sử dụng như vũ khí tấn công bởi một số cá nhân.